# 42177 Bolin
42177 Bolin este o planetă minoră (asteroid) din centura de asteroizi. A fost descoperită pe 1 februarie 2001 la Stația Anderson Mesa de Lowell Observatory Near-Earth-Object Search și a fost numită după Bryce T. Bolin⁠(d). 
Obiectul prezintă o orbită caracterizată de o semiaxă mare de 2,4478341516708 UAi, o excentricitate de 0,20027444254125, o înclinație de 3,9472784147297 ° în raport cu ecliptica.